# Camí de Monistrol de Calders a Bellveí
El Camí de Monistrol de Calders a Bellveí és una pista forestal dels termes municipals de Monistrol de Calders i de Calders, a la comarca del Moianès.
La primera part del camí, entre Monistrol de Calders i la capella de Sant Pere Màrtir s'anomena Camí de Sant Pere Màrtir, per la qual cosa es considera que l'inici del camí de Monistrol de Calders a Bellveí és, en realitat, al costat de la capella esmentada.
Des d'aquest lloc, el camí emprèn la direcció de ponent, decantant-se tot el seu recorregut cap al nord. Troba el trencall de la pista que, cap al nord, ressegueix la carena de la Serra de les Abrines i, cap al sud, s'adreça al Bosc i a Mussarra, i segueix tota la Solella de Mas Pujol, pel vessant sud de la Serra de Mas Pujol, en direcció a ponent. Quan arriba al Collet del Benet es bifurca en dos camins, que es tornen a trobar al cap de poc en un altre petit coll. En aquest segon collet, just a llevant del Turó del Jep Dó, el camí es torna a bifurcar, però el que mena a Bellveí és el que se'n va per la cara nord del Turó del Jep Dó. Des d'aquest lloc ressegueix la Baga de Bellveí, en direcció nord-oest, i, en un tram de forta baixada, arriba aviat a la Casa Gran de Bellveí.